# 잿빛개구리매

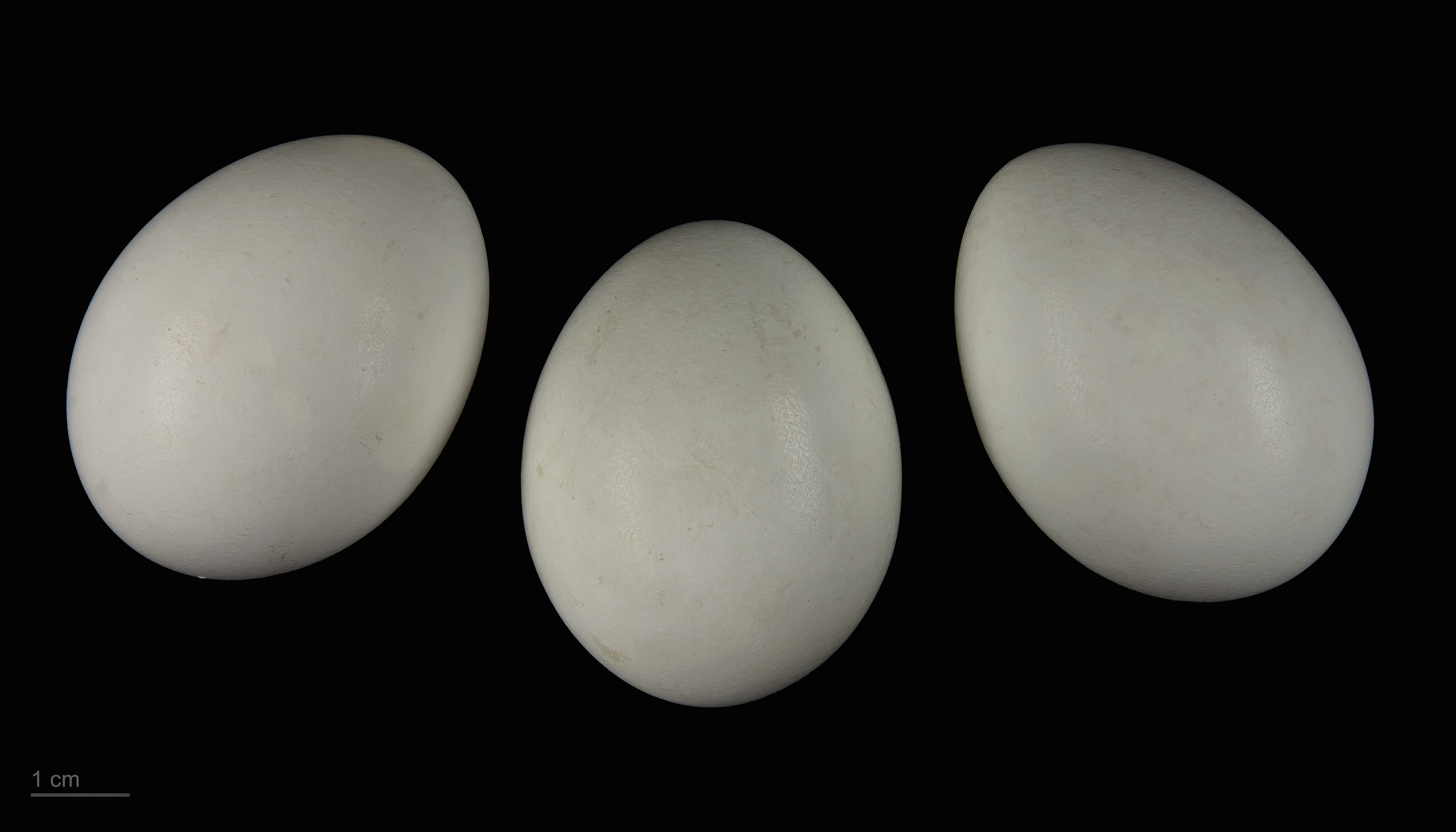
Circus cyaneus

잿빛개구리매(Circus cyaneus)는 수리과의 맹금류이다. 대한민국의 천연기념물 323-6호로 지정되어 있다. 북아메리카 대륙 북부와 유라시아 대륙 북부에서 번식하며 겨울에는 북아메리카 대륙 남부에서 남아메리카 북부, 아프리카 북부, 유라시아 중부로 이동하여 월동한다. 수컷은 40-45cm, 암컷은 50-55cm로 암컷이 더 크다. 꼬리 깃털의 뒷면에 흰 반점이 있는 것이 특징이다.
대한민국에서는 천연기념물 제323-6호 및 멸종위기 야생생물 Ⅱ급으로 지정하여 보호하고 있다.